# گی شارماسون
گی شارماسون (به فرانسوی: Guy Charmasson) نویسنده قرن بیستم میلادی اهل فرانسه بود.